# Pterostichus bryantoides
Pterostichus bryantoides är en skalbaggsart som beskrevs av Ball. Pterostichus bryantoides ingår i släktet Pterostichus och familjen jordlöpare. Inga underarter finns listade i Catalogue of Life.